# Кольквіц
Кольквіц (нім. Kolkwitz) — громада в Німеччині, розташована в землі Бранденбург. Входить до складу району Шпре-Найсе.
Площа — 104,02 км2. Населення становить 9269 ос. (станом на 31 грудня 2020).

## Демографія
- Динаміка населення з 1875 року в сучасних кордонах (Синя лінія: населення; Пунктир: відносна порівняльна динаміка населення землі Бранденбург; Сірий фон: період Третього рейху; Помаранчевий фон: період НДР)
- Динаміка населення (синя лінія) і прогнози

| Рік  | Населення |
| ---- | --------- |
| 1875 | 5 701     |
| 1890 | 6 296     |
| 1910 | 6 880     |
| 1925 | 7 352     |
| 1939 | 8 975     |
| 1950 | 10 521    |
| 1964 | 8 939     |

| Рік  | Населення |
| ---- | --------- |
| 1971 | 8 447     |
| 1981 | 7 831     |
| 1985 | 7 689     |
| 1990 | 7 555     |
| 1995 | 8 622     |
| 2000 | 10 270    |
| 2005 | 9 989     |

| Рік  | Населення |
| ---- | --------- |
| 2010 | 9 542     |
| 2015 | 9 147     |
| 2016 | 9 188     |
| 2017 | 9 189     |
| 2018 | 9 177     |
| 2019 | 9 219     |
| 2020 | 9 269     |

Джерела даних вказані на Wikimedia Commons.

## Галерея

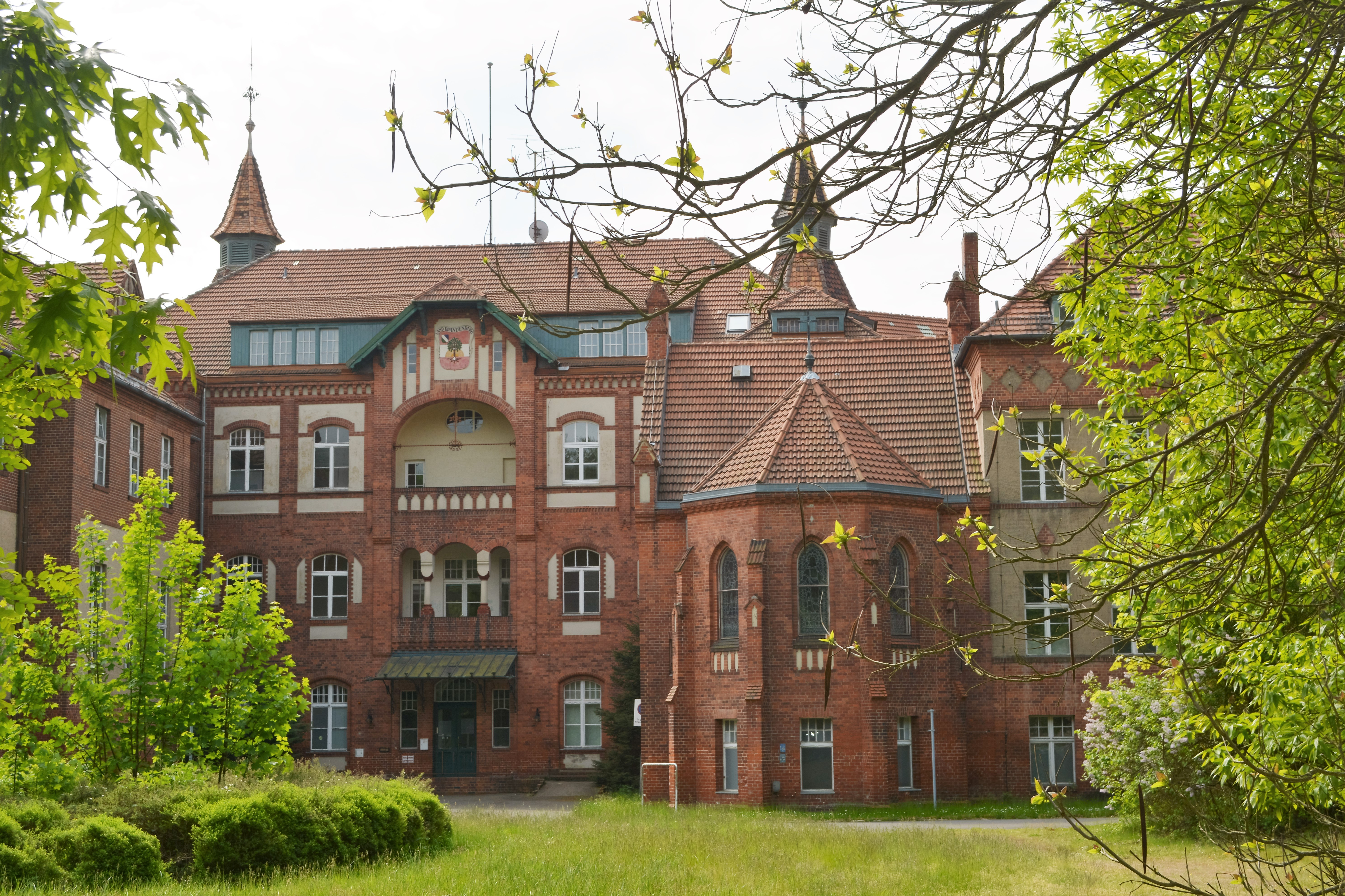
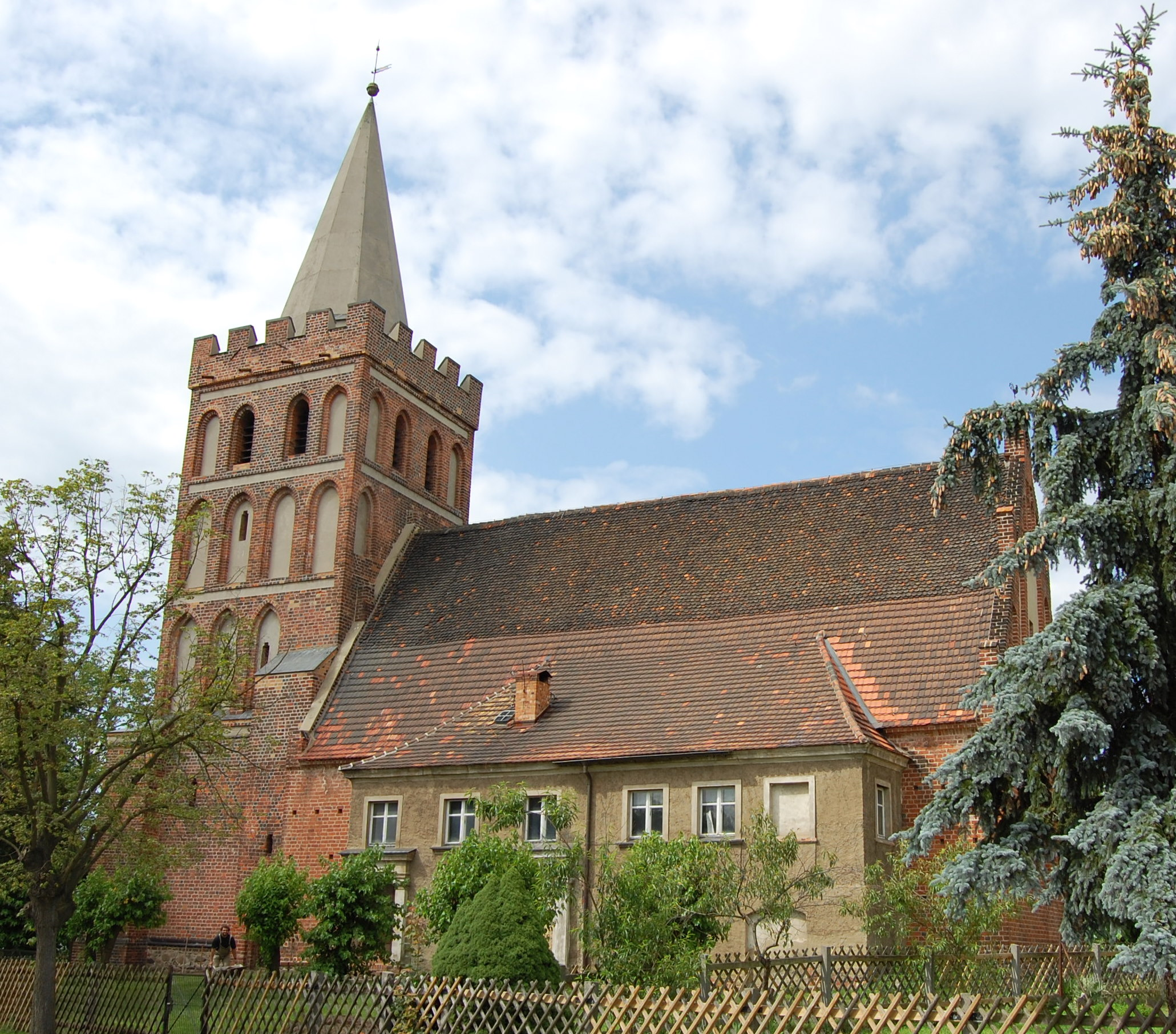
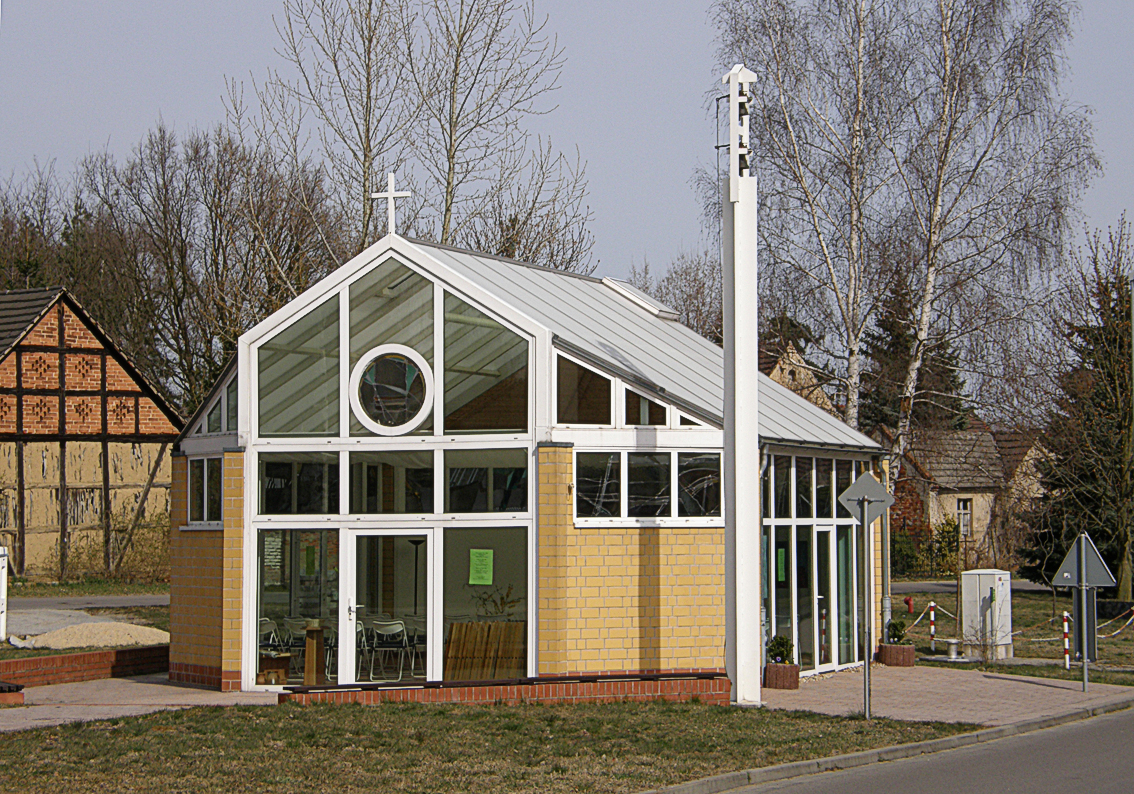